# Hescamps
Hescamps (picardisch: Hécamp) ist eine nordfranzösische Gemeinde mit 523 Einwohnern (Stand 1. Januar 2022) im Département Somme in der Region Hauts-de-France. Die Gemeinde liegt im Arrondissement Amiens, ist Teil der Communauté de communes Somme Sud-Ouest und gehört zum Kanton Poix-de-Picardie.

## Geographie
Die sehr ausgedehnte Gemeinde bildet die südwestliche Ecke des Départements Somme. Sie wird im Westen im Wesentlichen durch die Gemeinden Fourcigny, Fouilloy, Romescamps und Saint-Thibault sowie von der früheren Route nationale 15bis, im Süden durch die Gemeinden Sarcus, Élencourt, Daméraucourt und die Départementsgrenze zum Département Oise, im Osten durch die Gemeinden Méréaucourt, Thieulloy-la-Ville und Sainte-Segrée, im Norden durch die Gemeinden Meigneux und Marlers begrenzt. In Ost-West-Richtung wird das Gemeindegebiet von der Bahnstrecke von Amiens nach Rouen (mit Haltepunkten in Sainte-Segrée und Fouilloy) durchzogen. In der Gemeinde entspringen die Évoissons und ihr Zufluss Poix.

## Geschichte
Die heutige Gemeinde entstand 1972 aus dem Zusammenschluss von Agnières, Frettemolle, Hescamps und Souplicourt.

## Einwohner
| 1962 | 1968 | 1975 | 1982 | 1990 | 1999 | 2006 | 2011 |
| ---- | ---- | ---- | ---- | ---- | ---- | ---- | ---- |
| 228  | 215  | 517  | 434  | 404  | 434  | 463  | 527  |

## Wirtschaft
In Hescamps steht seit 2008 der Windpark Candor mit fünf Windenergieanlagen und einer installierten Leistung von 6000 kWh.
Die in Hescamps gezogenen Lämmer werden unter der Appellation d’Origine Contrôlée Prés-salés de la baie de Somme vermarktet.

## Verwaltung
Bürgermeister (maire) ist seit 2008 Étienne Bodereau.

## Sehenswürdigkeiten

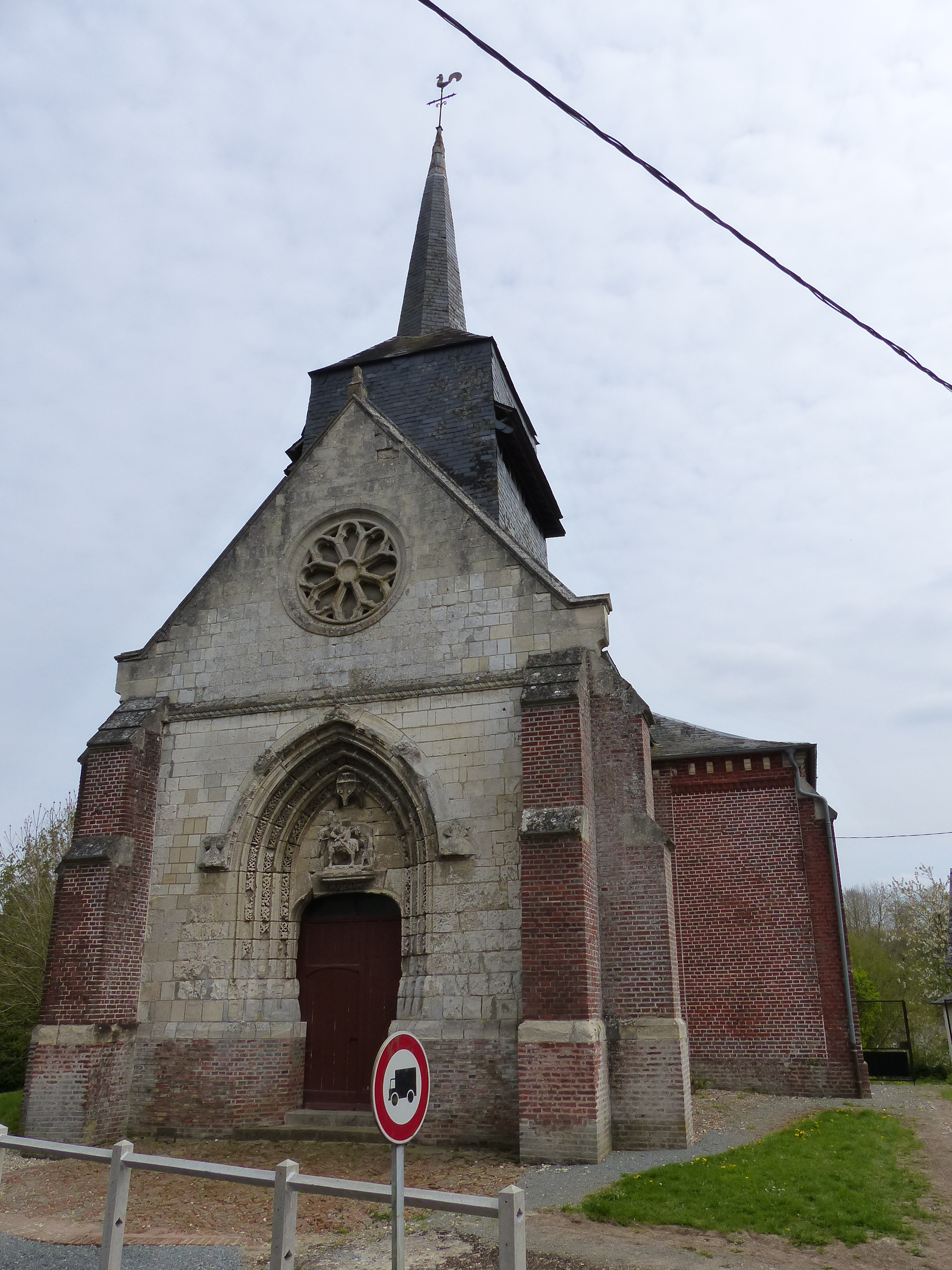
Kirche Saint-Martin

- Kirche Saint-Vaast in Agnières mit einem Chor aus der Übergangszeit vom 12. zum 13. Jahrhundert, niedrigem Schiff aus dem 16. Jahrhundert, Glasfenstern mit Darstellungen von Christi Geburt, der Schöpfung und der Wurzel Jesse sowie einer Statue der Heiligen Barbara aus dem 16. Jahrhundert, 1995 als Monument historique klassifiziert (Base Mérimée PA00116180)
- Kirche Saint-Martin mit Portal aus dem 16. Jahrhundert in der früheren Gemeinde Frettemolle, 1926 als Monument historique eingetragen (Base Mérimée PA00116179)
- Kirche Saint-Clair in Hescamps
- Kapellen in Mesnil-Huchon und Handicourt
- Kirche von Souplicourt mit Taufbecken aus dem 15. Jahrhundert und Triumphkreuz vom Anfang des 16. Jahrhunderts mit Marienstatue und Statue des Hl. Johannes